# Roodvlekweekkever
De roodvlekweekkever (Malachius bipustulatus), ook wel roodtipbasterdweekschild genoemd, is een keversoort uit de familie van de bloemweekschilden (Melyridae).

## Uiterlijke kenmerken
De roodvlekweekkever heeft een lengte van vijf tot zeven millimeter. Hij heeft een zacht, metaalgroen exoskelet dat is bedekt met fijne haartjes (setae). Net als de meeste bloemweekschilden heeft de kever een relatief grote kop en borststuk. Aan het einde van elk dekschild zit een opvallende rode vlek.

### Gelijkende soorten
De volwassen kever kan worden verward met andere sympatrische bloemweekschilden. Cordylepherus viridis is ook een algemene kever. Hij is iets kleiner, doffer groen met vaak een blauwige glans en heeft geen rode hoeken op het halsschild, een minder duidelijke rode rand aan de achterzijde van de dekschilden en anders gevormde antennes. De roodvlekweekkever lijkt ook sterk op soorten uit het geslacht Clanoptilus. C. barnevillei heeft gele tarsi, C. marginellus  heeft een halsschild met lichtgekleurde randen en C. strangulatus is relatief doffer en heeft gladde dekschilden.

## Habitat en levenswijze
De roodvlekweekkever leeft in laaggelegen graslanden in veel delen van Europa. Het is een dagactieve kever die het actiefst is bij zonlicht en warmte. Hij voedt zich met kleine insecten en stuifmeel en nectar van diverse plantensoorten, met name soorten uit de schermbloemen-, composieten- en rozenfamilie.
Bij verstoring scheidt de kever een geurende secretie af uit de helrode uitsteeksels onder de dekschilden. Het mannetje lokt vrouwtjes met geurklieren op zijn antennes.
De larven leven onder boomschors, in dood hout, de strooisellaag of in de grond in graswortels. Ze jagen op kleine insecten(larven) en slakken.